# Jędrychowo (powiat braniewski)
Jędrychowo – wieś w Polsce położona w województwie warmińsko-mazurskim, w powiecie braniewskim, w gminie Frombork.
W latach 1975–1998 miejscowość należała administracyjnie do województwa elbląskiego.